# Zgodovina šaha
Rojstvo šaha je še vedno zavito v skrivnost, kakor tudi izid igre ob izbiri najmočnejših potez na vsaki strani. 

H. J. R. Murray v knjigi Zgodovina šaha (A history of chess), Oxford 1913 trdi, da je našel neovrgljive dokaze, ki pričajo o nastanku šaha okoli leta 570. Pri tej trditvi se avtor opira na neki perzijski ep, ki je slavospev indijskemu kralju Sriharišu (618-650). V tem epu obstaja med drugim tudi stih:
V njegovem času ni bilo drugih vojn
razen tistih na osemvrstnih ploščah.
Osemvrstna plošča je pesniški izraz za šahovnico, ki so ji takrat pravili aštapada.